# Burnie International
Burnie International – męski turniej tenisowy rangi ATP Challenger Tour. Rozgrywany na kortach twardych w australijskim Burnie od 2003 roku.

## Mecze finałowe

### Gra pojedyncza
| Rok     | Mistrz                  | Finalista        | Wynik          |
| 2023    | Rinky Hijikata          | James Duckworth  | 6:3, 6:3       |
| 2022    | Nie rozgrywany          | Nie rozgrywany   | Nie rozgrywany |
| 2021    | Nie rozgrywany          | Nie rozgrywany   | Nie rozgrywany |
| 2020    | Taro Daniel             | Yannick Hanfmann | 6:2, 6:2       |
| 2019    | Steven Diez             | Maverick Banes   | 7:5, 6:1       |
| 2018    | Stéphane Robert         | Daniel Altmaier  | 6:1, 6:2       |
| 2017    | Omar Jasika             | Blake Mott       | 6:2, 6:2       |
| 2016    | Nie rozgrywany          | Nie rozgrywany   | Nie rozgrywany |
| 2015    | Chung Hyeon             | Alex Bolt        | 6:2, 7:5       |
| 2014    | Matt Reid               | Hiroki Moriya    | 6:3, 6:2       |
| 2013    | John Millman            | Stéphane Robert  | 6:2, 4:6, 6:0  |
| 2012    | Danai Udomchoke         | Sam Groth        | 7:6(5), 6:3    |
| 2011    | Flavio Cipolla          | Chris Guccione   | walkower       |
| 2010    | Bernard Tomic           | Greg Jones       | 6:4, 6:2       |
| 2009    | Brydan Klein            | Grega Žemlja     | 6:3, 6:3       |
| 2008    | Nie rozgrywany          | Nie rozgrywany   | Nie rozgrywany |
| 2007XII | Alun Jones              | Rameez Junaid    | 6:0, 6:1       |
| 2007II  | Nathan Healey           | Greg Jones       | 7:5, 6:4       |
| 2006    | Konstandinos Ikonomidis | Alun Jones       | 6:4, 6:2       |
| 2005    | Chris Guccione          | Gouichi Motomura | 6:3, 7:5       |
| 2004    | Lu Yen-hsun             | Robert Lindstedt | 6:3, 6:0       |
| 2003    | Satoshi Iwabuchi        | Paul Baccanello  | 6:2, 6:3       |

### Gra podwójna
| Rok     | Mistrzowie                          | Finaliści                        | Wynik                |
| 2023    | Marc Polmans Max Purcell            | Luke Saville Tristan Schoolkate  | 7:6(4), 6:4          |
| 2022    | Nie rozgrywany                      | Nie rozgrywany                   | Nie rozgrywany       |
| 2021    | Nie rozgrywany                      | Nie rozgrywany                   | Nie rozgrywany       |
| 2020    | Harri Heliövaara Sem Verbeek        | Luca Margaroli Andrea Vavassori  | 7:6(5), 7:6(4)       |
| 2019    | Lloyd Harris Dudi Sela              | Mirza Bašić Tomislav Brkić       | 6:3, 6:7(3), 10–8    |
| 2018    | Gerard Granollers Marcel Granollers | Evan King Max Schnur             | 7:6(8), 6:2          |
| 2017    | Brydan Klein Dane Propoggia         | Steven de Waard Luke Saville     | 6:3, 6:4             |
| 2016    | Nie rozgrywany                      | Nie rozgrywany                   | Nie rozgrywany       |
| 2015    | Carsten Ball Matt Reid              | Radu Albot Matthew Ebden         | 7:5, 6:4             |
| 2014    | Matt Reid John-Patrick Smith        | Toshihide Matsui Danai Udomchoke | 6:4, 6:2             |
| 2013    | Ruan Roelofse John-Patrick Smith    | Brydan Klein Dane Propoggia      | 6:2, 6:2             |
| 2012    | John Peers John-Patrick Smith       | Divij Sharan Vishnu Vardhan      | 6:2, 6:4             |
| 2011    | Philip Bester Peter Polansky        | Marinko Matošević Jose Statham   | 6:4, 3:6, 14–12      |
| 2010    | Matthew Ebden Sam Groth             | James Lemke Dane Propoggia       | 6:7(8), 7:6(4), 10–8 |
| 2009    | Miles Armstrong Sadik Kadir         | Peter Luczak Robert Smeets       | 6:3, 3:6, 10–7       |
| 2008    | Nie rozgrywany                      | Nie rozgrywany                   | Nie rozgrywany       |
| 2007XII | Sam Groth Joseph Sirianni           | Nima Roshan Jose Statham         | 6:3, 1:6, 10–4       |
| 2007II  | Nathan Healey Robert Smeets         | Rameez Junaid Joseph Sirianni    | 7:6(7), 6:4          |
| 2006    | Luke Bourgeois Lu Yen-hsun          | Raphael Durek Alun Jones         | 6:3, 6:2             |
| 2005    | Luke Bourgeois Chris Guccione       | Alexander Hartman Scott Lipsky   | 6:4, 6:3             |
| 2004    | Rik de Voest Lu Yen-hsun            | Leonardo Azzaro Oliver Marach    | 6:3, 1:6, 7:5        |
| 2003    | Federico Browne Rogier Wassen       | Raphael Durek Alun Jones         | 1:6, 6:3, 6:2        |